# Diritto d'autore del traduttore
Il diritto d'autore del traduttore è la facoltà concessa e
viene tutelato dall'Associazione Italiana Traduttori e Interpreti (AITI); fondata nel 1950, conferisce il riconoscimento della specificità professionale di traduttori e interpreti nel quadro dei propositi enunciati  dalla Raccomandazione di Nairobi del 1976, da parte dell'UNESCO.

## Traduzione di opere letterarie
La traduzione è considerata giuridicamente sia un'elaborazione del lavoro altrui che un'opera dell'ingegno, ovvero di contenuto creativo (così come l'opera d'autore originaria da cui è stata creata). 
La tutela assicurata dal diritto d'autore copre però solo le traduzioni contraddistinte da creatività. Questa non si identifica né con la novità, né con il valore, ma con la personalità, l'individualità.
La giurisprudenza italiana definisce "opera di ingegno" tutto ciò che implica seppur in minima parte creatività; per esempio la traduzione di una lista di termini sanitari è derivata da terminologie obbligate, perciò non è tutelata dal diritto d'autore.
Da tutto ciò consegue che sotto il profilo giuridico i traduttori di libri non sono, come la generalità degli altri traduttori, liberi professionisti in senso stretto, ricadenti cioè nella generale disciplina del lavoro autonomo contenuta nel codice civile, ma autori a tutti gli effetti (come gli scrittori, gli artisti, i musicisti, i registi, ecc.), regolati da una legislazione speciale e separata, il "diritto d'autore".
Questa legislazione attribuisce al traduttore due specie di diritti: 
- morali;
- patrimoniali.

## Contratto di edizione di traduzione
Esso nasce dalla combinazione di due norme contenute nella legge sul diritto d'autore (legge 22 aprile 1941, n. 633), Titolo III - Disposizioni comuni, Capo II - Trasmissione dei diritti di utilizzazione, Sezione III:
- art. 118, il quale definisce il contratto di edizione in generale:

"Il contratto con il quale l'autore concede ad un editore l'esercizio del diritto di pubblicare per le stampe, per conto e a spese dell'editore stesso, l'opera dell'ingegno, è regolato, oltreché dalle disposizioni contenute nei codici, dalle disposizioni generali di questo capo e dalle disposizioni particolari che seguono".
- art. 130, in cui si parla di “edizioni di traduzioni”:

"Il compenso spettante all'autore è costituito da una partecipazione, calcolata, salvo patto in contrario, in base ad una percentuale sul prezzo di copertina degli esemplari venduti. Tuttavia il compenso può essere rappresentato da una somma a stralcio per le edizioni di: dizionari, enciclopedie, antologie, ed altre opere in collaborazione; traduzioni, articoli di giornali o di riviste; discorsi o conferenze; opere scientifiche; lavori di cartografia; opere musicali o drammatico-musicali; opere delle arti figurative".
Nei contratti a partecipazione, l'editore è obbligato a rendere conto annualmente delle copie vendute. 
Il diritto d'autore prevede inoltre che i diritti d'autore possano essere ceduti, oltre che con il contratto di edizione tipico, in tutti i modi e forme consentiti dalla legge. Esistono quindi anche dei contratti di prestazione d'opera di traduzione, di gran lunga meno favorevoli per il traduttore, riconoscibili dal diverso contenuto delle loro clausole.
I contratti di edizione di traduzione attualmente esistenti sono, ormai nella loro quasi totalità, contratti di traduzione a termine. L'editore, con questo contratto, ha facoltà di eseguire il numero di edizioni che stima più opportuno lungo un certo periodo, che non può eccedere i venti anni, e per un numero minimo di esemplari per edizione, che deve essere indicato obbligatoriamente nel contratto a pena di nullità.